# Großsteingrab Schorstedt
Das Großsteingrab Schorstedt war eine mögliche megalithische Grabanlage der jungsteinzeitlichen Tiefstichkeramikkultur bei Schorstedt, einem Ortsteil der Gemeinde Bismark (Altmark) im Landkreis Stendal, Sachsen-Anhalt. Es wurde wohl spätestens im 19. Jahrhundert zerstört. Eine Beschreibung der Anlage liegt nicht vor, ihre mögliche Existenz ist nur durch die Bezeichnung „Hühnerworth“ auf einem historischen Messtischblatt belegt.